# Filippo Tortu
Filippo Tortu (Milánó, 1998. június 15. –) olasz olimpiai bajnok atléta. Ő az első olasz, aki 100 méteres síkfutásban 10 másodperc alatti időt ért el.

## Élete
Filippo Tortu Milánóban született, és egy Carate Brianza melletti faluban, Costa Lambróban nőtt fel. Édesapja, Salvino Tortu az edzője. Bátyja, Giacomo Tortu szintén rövidtávfutó, csakúgy mint korábban édesapja és nagyapja is.

## Pályafutása
2014-ben a kínai Nankingban rendezett ifjúsági olimpián 200 méteres síkfutásban indult. Előfutamában második helyen ért célba, 21,38-as egyéni csúccsal, amivel kvalifikálta magát a döntőbe. A célba érkezés pillanatában azonban elvesztette egyensúlyát elesett, és mindkét kezét eltörte, így a döntőben nem tudott rajthoz állni.
2015-ben megdöntötte az ifjúsági olasz rekordot 100 méteren (10,33) és 200 méteren (20,92) is. Az áttörést 2016-ban érte el, amikor kétszer is megdöntötte az olasz U20-as csúcsot 100 méteren, amelyet Pierfrancesco Pavoni tartott 34 évig az 1982-es Európa-bajnokságon elért idejével. Tortu 2016-os Európa-bajnokságon futott 10,19-es ideje 0,03 másodperccel maradt el az olimpiai szintidőtől, így a 2016-os játékokon nem vett részt. Ebben az évben részt vett még az U20-as világbajnokságon, ahol ezüstérmet nyert 100 méteres síkfutásban. A 2017-es U20-as Európa-bajnokságon Grossetoban aranyérmes lett 100 méteren, a 4 × 100-as váltóval pedig második helyezett lett. A 2017-es világbajnokságon a 200 méteres távon indult, 20,62-es idejével az elődöntőben esett ki.
Egy 2018-ban Madridban rendezett verseny 100 méteres döntőjében elért 9,99 másodperces eredményével Tortu lett az első olasz, aki 10 másodpercen belül tudta teljesíteni a távot, ezzel Pietro Mennea 39 éve fennálló országos csúcsát is megdöntötte. 20 évesen ő lett a legfiatalabb európai is, aki elérte ezt a határt. A madridi versenyen végül második helyezett lett. A 2018-as Európa-bajnokságon ötödik helyezett lett. Az év végén a La Gazzetta dello Sport az év emberének választotta.
A 2019-es világbajnokságon 10,07-es idővel lett hetedik helyezett, a váltóval pedig az előfutamban esett ki.
A 2021-re halasztott tokiói olimpián 100 méteren elődöntőig jutott, 10,16-os ideje nem volt elég a döntőbe jutáshoz. A 4 × 100-as váltóval az előfutamból 37,95-ös eredménnyel összesítésben a negyedik legjobb idővel jutottak döntőbe. Az olimpiai fináléban Tortu volt a befutó ember a csapatban. A brit váltótól kissé lemaradva a másodikként kapta a stafétát Fausto Desalutól, majd az utolsó 100 méteren 0,01 másodperccel megelőzte a britek utolsó futóját, Nethaneel Mitchell-Blake-et. A csapatban Tortu teljesítette leggyorsabban, 8,845 másodperc alatt a saját résztávját. 37,50-es összesített idejük új olasz csúcsot is jelentett.

## Egyéni legjobbjai
Szabadtéri rövidtávfutás
| Táv           | Eredmény | Helyszín                          | Időpont            |
| ------------- | -------- | --------------------------------- | ------------------ |
| 100 m         | 9,99     | Madrid, Spanyolország             | 2018. június 22.   |
| 200 m         | 20,10    | Eugene, Amerikai Egyesült Államok | 2022. július 19.   |
| 4×100 m váltó | 37,50    | Tokió, Japán                      | 2021. augusztus 6. |

Fedettpályás rövidtávfutás
| Táv  | Eredmény | Helyszín            | Időpont          |
| ---- | -------- | ------------------- | ---------------- |
| 60 m | 6,58     | Ancona, Olaszország | 2019. január 20. |